# NGC 824
NGC 824 (другие обозначения — ESO 354-37, MCG −6-5-28, PGC 8068) — спиральная галактика с перемычкой в созвездии Печь. Открыта Джоном Гершелем в 1837 году. Описание Дрейера: «тусклый, маленький объект, ядро очень яркое и светит как звезда 13-й величины».
NGC 824 обладает активным ядром и относится к сейфертовским галактикам типа II.
Объект входит в небольшую группу галактик из трёх членов. [CHM2007] LDC 142 вместе с NGC 854 и ESO 354-41.
Этот объект входит в число перечисленных в оригинальной редакции «Нового общего каталога».